# 몰텐
몰텐(일본어: モルテン 모루텐[*], 영어: Molten Corporation)은 일본의 고무 회사이다. 경기용 볼 등의 스포츠 장비나 자동차용 관련 부품 등을 제조 및 판매한다.